# Gustavo Esteva

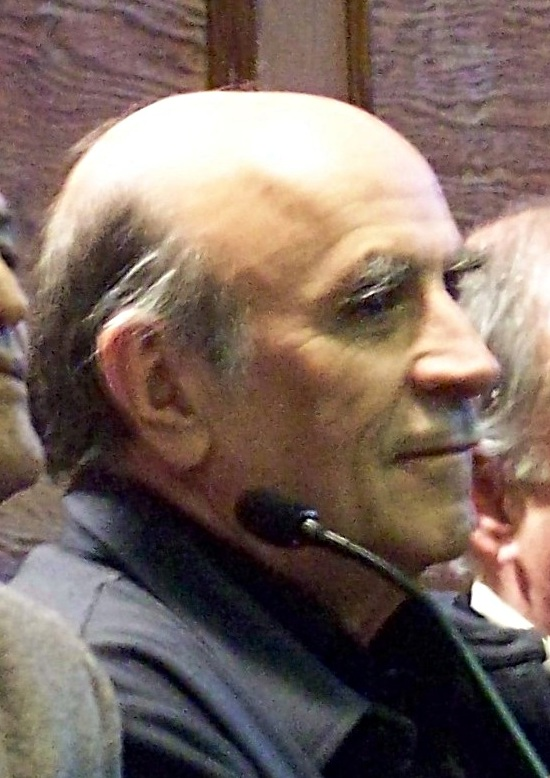
Gustavo Esteva (2008).

Gustavo Esteva (* 20. August 1936 in Mexiko-Stadt; † 17. März 2022 in Oaxaca) war ein mexikanischer politischer Aktivist und Gründer der unabhängigen Universidad de la Tierra in Oaxaca sowie Mitglied der Universidad National Autónoma de Mexico. Er war einer der bekanntesten Vertreter des Post-Development. Geprägt durch eine links-zapatistische Haltung bezeichnete er sich als „deprofessionalized intellectual“ („deprofessionalisierten Intellektuellen“).

## Leben
Gustavo Esteva begann mit 15 Jahren mit der Erwerbsarbeit, um nach seiner eigenen Aussage seine erweiterte Familie zu unterstützen. Seinen weiteren Werdegang beschrieb er 2004 in seinem Buch: Nachdem er zunächst als Aushilfskraft gearbeitet hatte, sei er dank Trumans Entwicklungspolitik zur jüngsten Führungskraft bei IBM aufgestiegen. Möglich geworden sei dies durch Entwicklungsexperten, deren Bildungsprojekte den weniger privilegierten Mexikanern zugänglich gemacht wurden. So hätte er selbst zum Zentrum der Weiterentwicklung werden und dafür sorgen können, die Bedingungen für die Arbeiter zu verbessern; das unter der Prämisse, dem Unternehmen und den Stakeholders profitable Umsätze zu sichern, damit sich alle etwas leisten könnten („gaining a solid income, prestige and a sports car“).
Esteva arbeitete in verschiedenen Firmen. Schließlich ging er in die öffentliche Verwaltung, arbeitete für eine Bank für Außenhandel und schloss sich einer revolutionär-marxistischen Gruppe an. Diese verließ er 1965. Von 1970 bis 1976 war er Regierungsbeamter in der sozialreformerischen Regierung von Luis Echeverría. Vom Entwicklungs-Paradigma desillusioniert kündigte er schließlich seinen Job.
1983 traf er Ivan Illich. Esteva war zu einem Seminar über die soziale Konstruktion von Energie mit Wolfgang Sachs in Mexiko-Stadt eingeladen. Dort war auch Illich. Fasziniert von Illich vertiefte er in nächtelangem Studium dessen Schriften. Er begann mit Ivan Illich zusammenzuarbeiten und später wurden Illich und Esteva Freunde.
Esteva arbeitete als Berater der Ejército Zapatista de Liberación Nacional (EZLN) bei deren Verhandlungen mit der Mexikanischen Regierung. Gleichzeitig arbeitete er am Centre for Intercultural Dialogues and Exchanges (CEDI) in Oaxaca und gründete dort mit Anderen die unabhängige Universidad de la Tierra. Die Universität versteht sich als gemeinschaftlicher Lernort für radikale Demokratie. Bis zu seinem Tod arbeitete Esteva mit verschiedenen indigenen Gruppen und NGOs zusammen und publizierte international. Er schrieb für La Jornada und den britischen Guardian.

## Entwicklungs-Kritik
„Entwicklung ist ein gesellschaftliches Experiment im Weltmaßstab, das für die Mehrheit der Betroffenen entsetzlich fehlgeschlagen ist. Ihre „Eingliederung“ in den Weltmarkt zu fairen und gleichen Bedingungen ist zunehmend undurchführbar, während sich der Abstand zwischen Zentrum und Peripherie konstant vergrößert. [...] Entwicklung ist ein heimtückischer Mythos, dessen bloße Existenz die Mehrheit der Weltbevölkerung bedroht, da er ihre üble Lage in einen chronischen Alptraum verwandelt – das ist die entwürdigende Modernisierung der Armut.“

Die Grundlagen von Estevas Kritik an der Entiwcklungsidee der westlichen Staaten entwickelte sich aus seinen privaten und beruflichen Erfahrungen: Aus einer Vorzeige-Karriere der Entwicklungspolitik entwickelte er eine kritische und schließlich ablehnende Haltung gegenüber dem Einfluss des Nordens auf die Länder des globalen Südens. Anhand der Bedeutungsgeschichte des Wortes „Entwicklung“ machte Esteva in seinen Arbeiten deutlich, dass dieser Begriff im 17. Jahrhundert zunächst nur für biologisch-evolutionäre Prozesse gebraucht wurde. In der 2. Hälfte des 20. Jahrhunderts gab es nach Esteva eine semantische Verschiebung in Richtung eines Machtgefälles von „Entwicklern“ und „Entwickelten“.
Esteva war ebenfalls großer Anhänger der Commons (Allgemeingüter) und der Art und Weise wie diese Art der kollektiven Bedürfnisbefriedigung von der zapatistischen Bewegung gelebt wird.
Gustavo Esteva radikale und sozialrevolutionäre Haltung – er sagte 1993, die Idee der „Entwicklung“ sei eine verwesende Leiche, die endlich begraben werden müsse – beeinflusste auch andere Denkschulen. Der wesentlich weniger politisch radikale Alberto Acosta nimmt Bezug auf Esteva in seinen Ideen zum Guten Leben (Buen Vivir).

## Publikationen (Auswahl)
- mit Madhu Suri Prakash: Grassroots Postmodernism: Remaking the Soil of Cultures. Zed Books, London 2014, ISBN 978-1-78360-182-0.
- mit Salvatore Babones und Philipp Babcicky: The Future of Development. A Radical Manifesto. Policy Press, Bristol 2013, ISBN 978-1-44731-204-8.
- mit Catherine Marielle (Hrsg.): Sin maíz no hay país: páginas de una exposición. Consejo Nacional para la Cultura y las Artes, Dirección General de Culturas Populares e Indígenas, 2003.
- The Revolution of the New Commons. In: Curtis Cook, Juan D. Lindau (Hrsg.): Aboriginal Rights and Self-Government. The Canadian and Mexican Experience in North American Perspective. McGill-Queen’s University Press, Montreal 1998, ISBN 978-0-77356-799-3, S. 186–220.
- Fiesta – jenseits von Entwicklung, Hilfe und Politik. Brandes & Apsel, Frankfurt am Main 1995, ISBN 978-3-86099-101-5.